# Песков, Николай Денисович
Николай Денисович Песков (1922—1992) — советский военный  деятель, генерал-лейтенант.

## Биография
Родился в 1922 году в деревне Селище. Член КПСС.
С 1940 года — на военной службе, общественной и политической работе. В 1940—1984 гг. — участник Великой Отечественной войны в 33-м и 13-м погранотрядах НКВД, политработник в пограничных войсках, работник политотдела УПВ КГБ Юго-Западного округа, заместитель начальника УПВ КГБ Азербайджанского округа по политической части, заместитель начальника войск Закавказского пограничного округа КГБ по политической части, начальник войск Закавказского пограничного округа КГБ, начальник войск Краснознаменного Дальневосточного пограничного округа КГБ, заместитель командующего войсками Московского военного округа
Делегат XXIII и XXIV съездов КПСС.
Умер в Москве в 1992 году.